# Habenaria gourlieana
Habenaria gourlieana är en orkidéart som beskrevs av John Gillies och John Lindley. Habenaria gourlieana ingår i släktet Habenaria och familjen orkidéer. Inga underarter finns listade i Catalogue of Life.